# 에큐메노폴리스

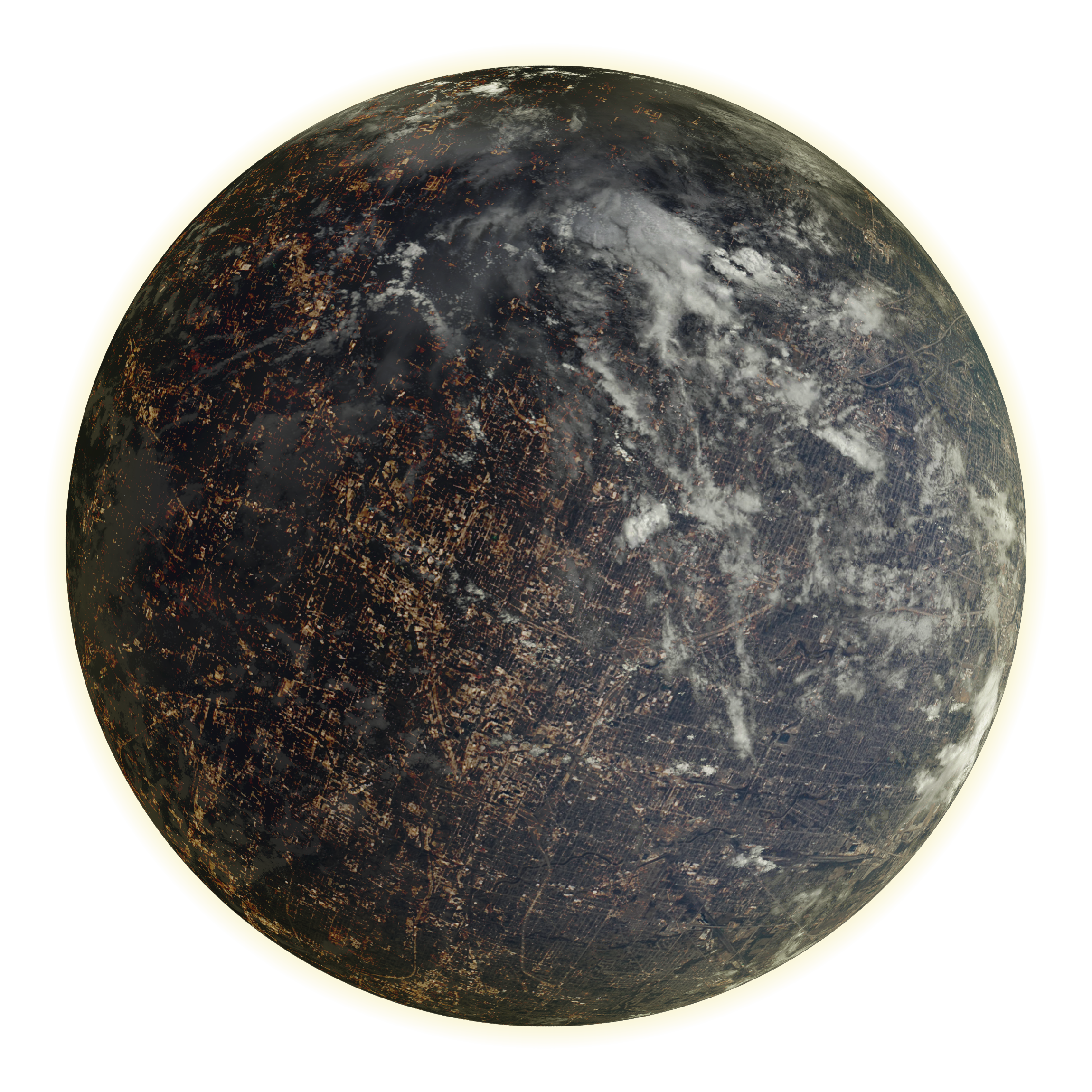

에큐메노폴리스(Ecumenopolis)는 그리스의 건축가 콘스탄티노스 드키샤디스가 주장한 미래도시의 이미지로, 각각의 모든 도시가 점점 세계화가 되어 결국 국경의 표시 같은 개념이 사라지는 것을 말한다.

## 같이 보기
- 생태건축학
- 연담도시화
- 외쿠메네
- 메가시티
- 메갈로폴리스
- 메가스트럭처
- 메트로폴리스
- 스프롤 현상
- 세계정부